# مردم یائو
مردم یائو (چینی ساده: 瑶族; چینی سنتی: 瑤族; پین‌یین: Yáozú) یا دائو (ویتنامی: người Dao) یک طبقه‌بندی برای اقلیت‌های قومی مختلف در چین و ویتنام است. شاخه اکثریت آنها به عنوان Mien نیز شناخته می‌شود. آنها یکی از ۵۶ گروه قومی رسمی شناخته شده در چین هستند و در مناطق کوهستانی جنوب غربی و جنوب این کشور ساکن هستند. آنها همچنین یکی از ۵۴ گروه قومی را تشکیل می‌دهند که توسط ویتنام به رسمیت شناخته شده‌اند. تعداد آنها در سرشماری چین در سال ۲۰۱۰ به ۲۷۹۶۰۰۳ نفر و در سرشماری ویتنام ۸۹۱۱۵۱ نفر در سال ۲۰۱۹ می‌باشد. تخمین زده می‌شود که ۶۰۰۰۰ یائو از طایفه Iu Mien در ایالات متحده زندگی می‌کنند که عمدتاً در ایالت‌های ساحلی غربی هستند.

## تاریخ
ریشه یائو را می‌توان به دو هزار سال قبل از هونان جستجو کرد. گفته می‌شود که آنها از نسل نانمان (Nanman) هستند. اشاره‌ها و توصیف‌هایی از این قوم در کتاب لی‌چی و عاشقانه‌های سه پادشاهی را نمی‌توان به عنوان واقعیت در نظر گرفت، زیرا آنها مبهم و به شدت رمانتیک بوده و حتی خود نام قوم «یائو» به زبان "بربرهای جنوبی" به معنای «مبهم»  می‌باشد و به هیچ وجه در مورد تاریخ و فرهنگ یائو مشخص و دقیق نیست.

## فرهنگ، جامعه و اقتصاد

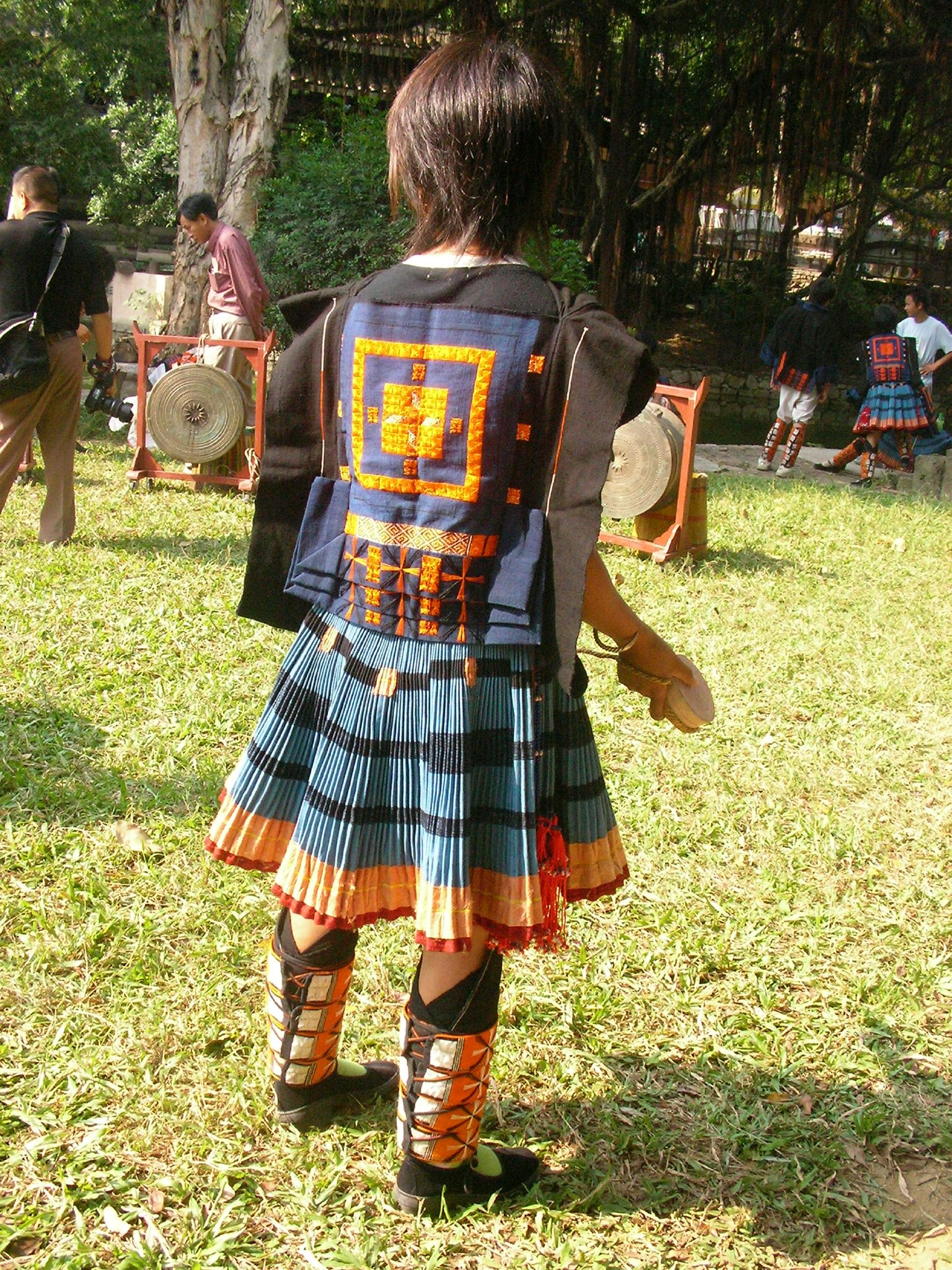
یک کودک یائو با لباس سنتی در گوانگشی

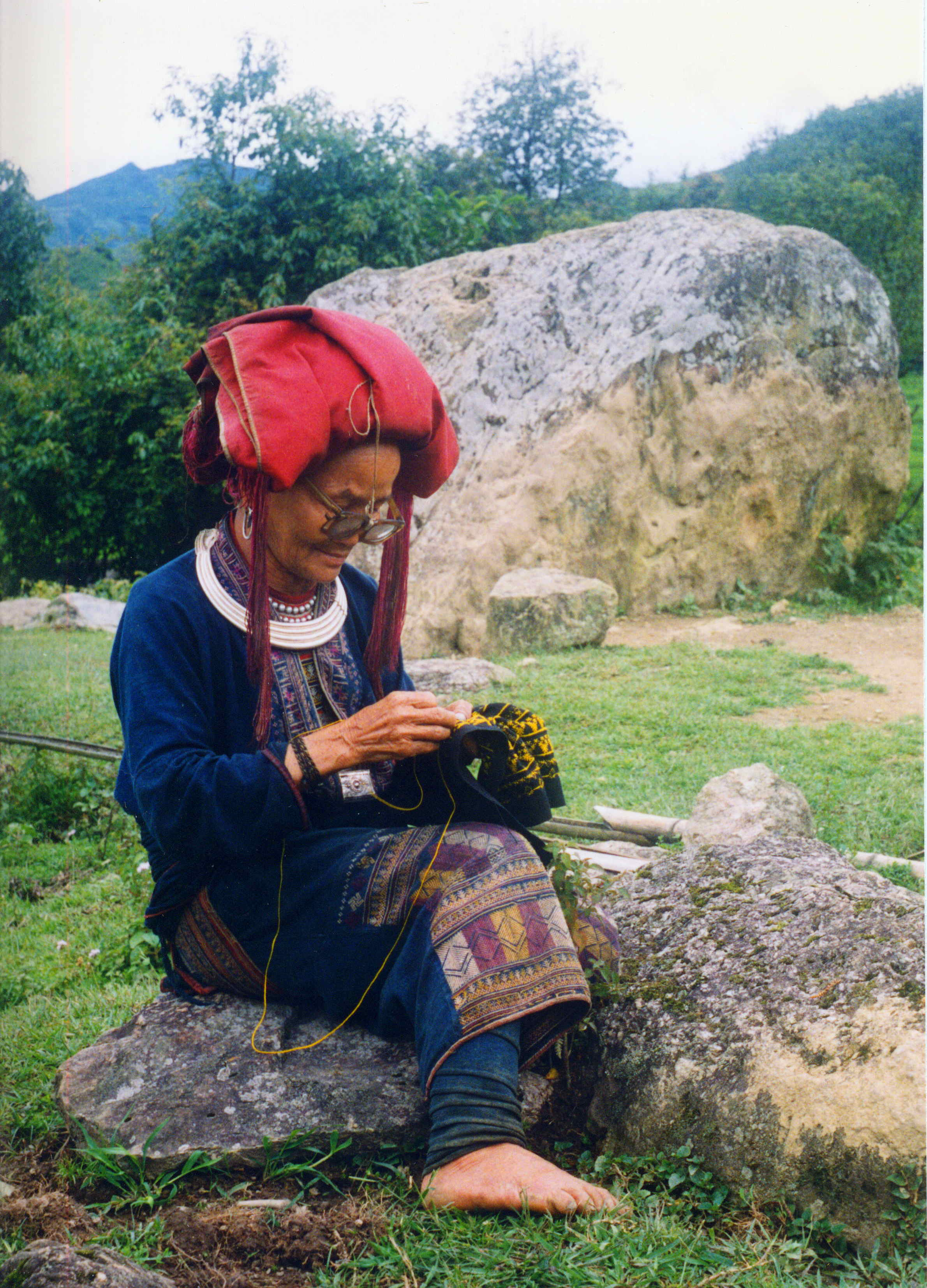
یک زن یائو قرمز در ویتنام

جامعه یائو به‌طور سنتی پدرتباری است و پسران از پدران خود ارث می‌برند. این قوم همچنین از سنت نظام اجتماعی اقامت شوهری (patrilocal residence)(به معنی اقامت یا سکونت همراه و در محل سکونت پدر و مادر شوهر یا در نزدیکی آن) پیروی می‌کند.
در طول حکومت دودمان سونگ (۱۱۲۷–۱۲۷۹)، ناظر امپراتوری چین، به نام «Zhou Qufei»، اقوام یائو را به عنوان افرادی توصیف کرد که لباس‌های آبی ظریف و متمایز که با استفاده از نیل تولید می‌شد، به تن دارند.

## دین

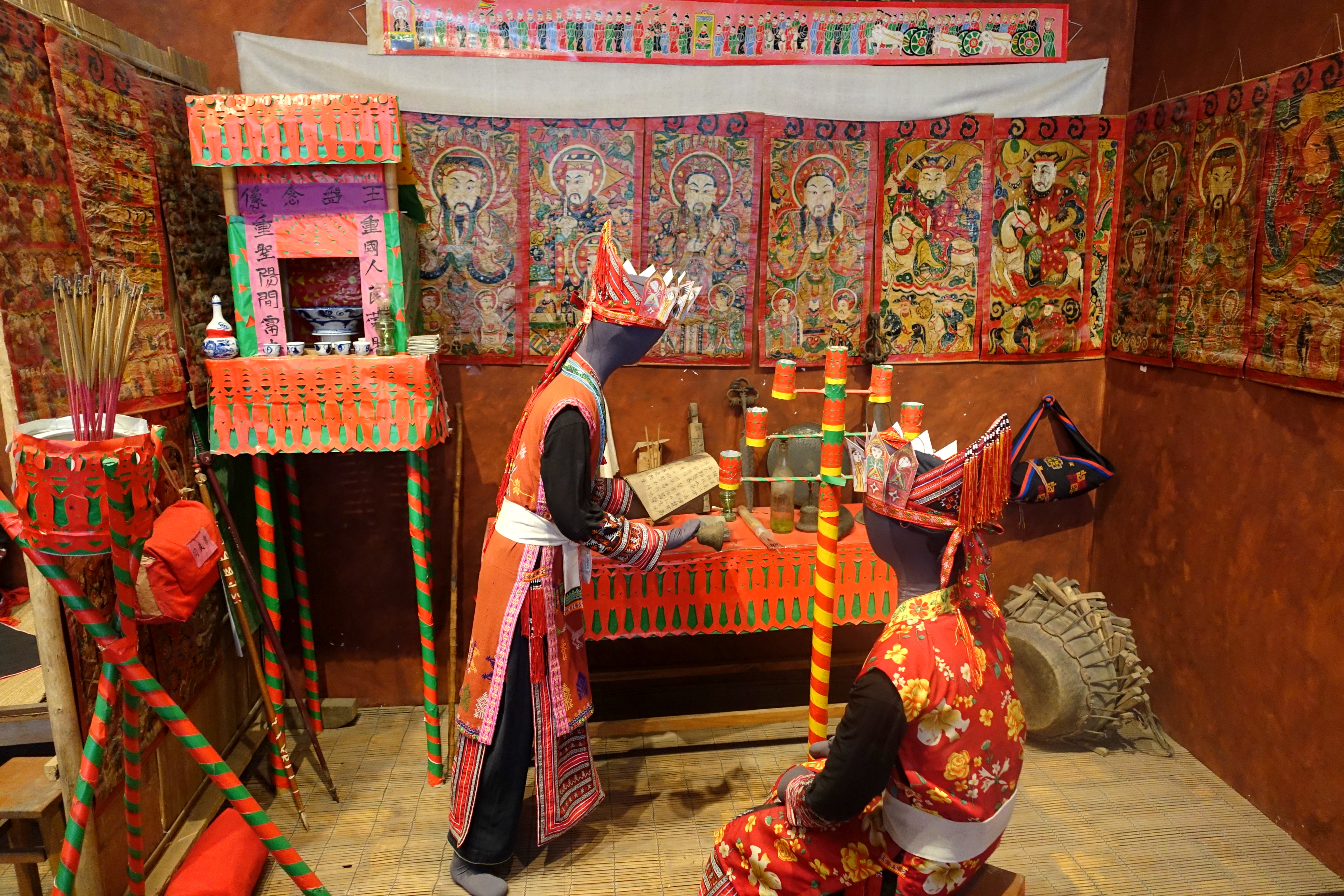
شبیه‌سازی آیین مردم سرخ یائو در استان یِن بای - موزه قوم‌شناسی ویتنام، ویتنام

تائوئیسم از نظر تاریخی برای یائو مهم بوده است. جینانگ اینگلیانگ، در مطالعه‌ای در سال ۱۹۴۸، استدلال کرد که دین یائو با ۳ خصوصیت مشخص می‌شود که عبارت اند از: ۱- فرایند تائویی‌سازی تحت تأثیر چینی‌ها. ۲- پایداری دین عامیانه پیش از تائوئیستی و سوم برخی از باورهای بودایی.

## گروه‌ها و زبان

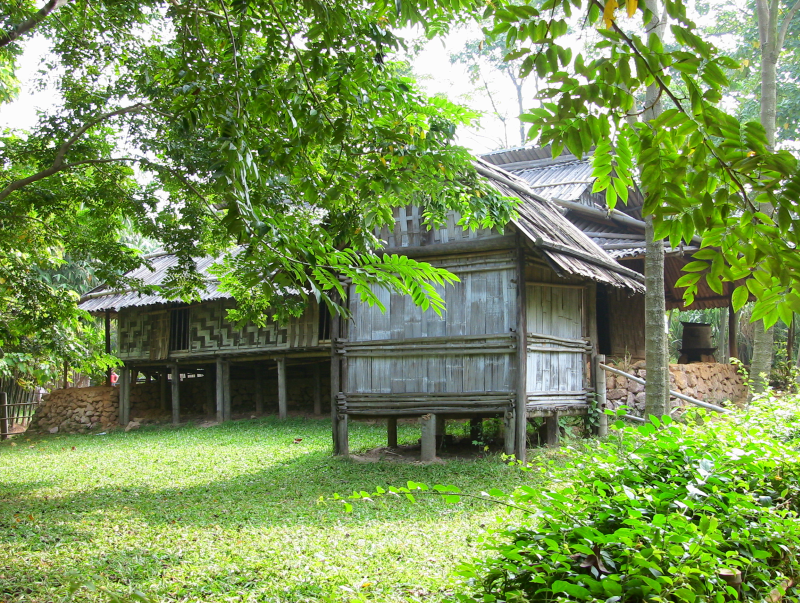
یک خانه چوبی یائو در ویتنام

چندین گروه متمایز در ملیت یائو وجود دارد، و آنها به چندین زبان مختلف صحبت می‌کنند، Iu Mienها ۷۰٪ جمعیت یائو را تشکیل می‌دهد.</link>
- زبان‌های همونگ – مین

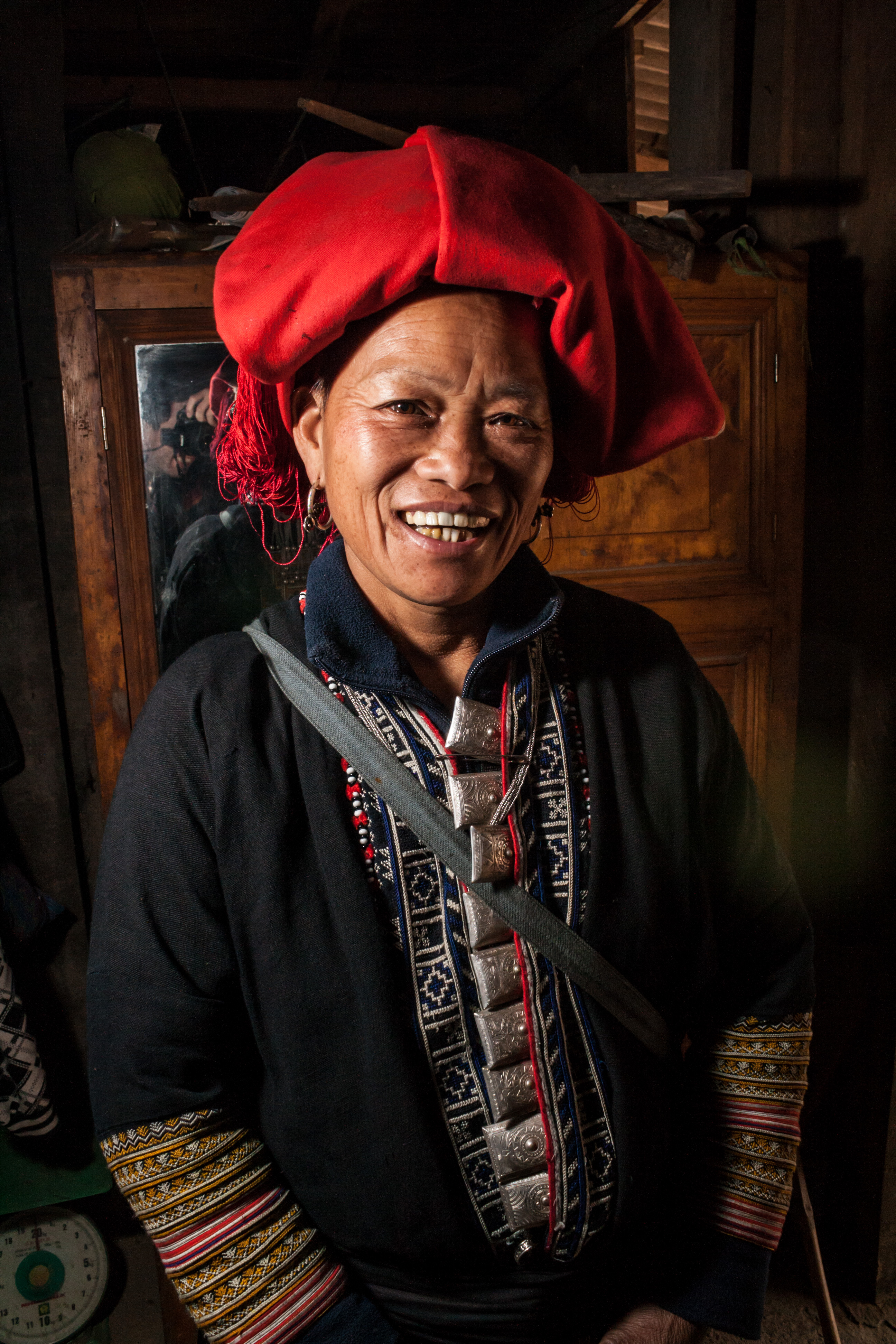
رئیس دهکده قرمز یائو

  - رئیس دهکده قرمز یائو مین‌ها به زبان‌های مینی صحبت می‌کنند (چینی ساده: 勉语; چینی سنتی: 勉語; پین‌یین: Miǎnyǔ)، از جمله:
    - زبان‌های میان-جین
      - Iu Mien، ۲٬۱۷۲٬۰۰۰ نفر گویشگر (۱٬۶۹۹٬۷۵۰ در چین، ۳۵۰٬۰۰۰ در ویتنام، ۴۰٬۰۰۰ در تایلند، ۲۰٬۲۵۰ در لائوس، ۶۰٬۰۰۰ در ایالات متحده، ۲٬۰۰۰ در فرانسه) 
      - کیم مون (همچنین با نام لانتن (Lanten) شناخته می‌شود)، بیش از ۳۰۰۰۰۰ نفر یائو 
      - Biao Mon، ۲۰۰۰۰ گویشگر 

    - Dzao Min، ۶۰۰۰۰ گویشگر 
    - Biao Min، ۴۳۰۰۰ گویشگر 

  - زبان‌های همونژیک (Hmongic languages)
    - زبان‌های بونو (Bunu languages)
    - Pa-Hng
    - یونو (Younuo)
    - کیونگ نای (Kiong Nai)
- زبان لاکجا (Lakkja)(یک زبان تای-کادای)
- چینی
  - حدود ۵۰۰۰۰۰ یائو به لهجه چینی صحبت می‌کنند

علاوه بر چین، یائوها در شمال ویتنام (جایی که به آنها دائو گفته می‌شود)، شمال لائوس و میانمار نیز زندگی می‌کنند. حدود ۶۰۰۰۰ یائو در شمال تایلند وجود دارد، جایی که آنها یکی از شش قبیله اصلی تپه هستند.

## توزیع
مردم یائو عمدتاً در استان‌های هونان، گوانگدونگ، گوانگشی، گوئیژو و یوننان چین توزیع شده‌اند. قوم یائو در ویتنام، لائوس و تایلند نیز یافت می‌شود.

### در چین

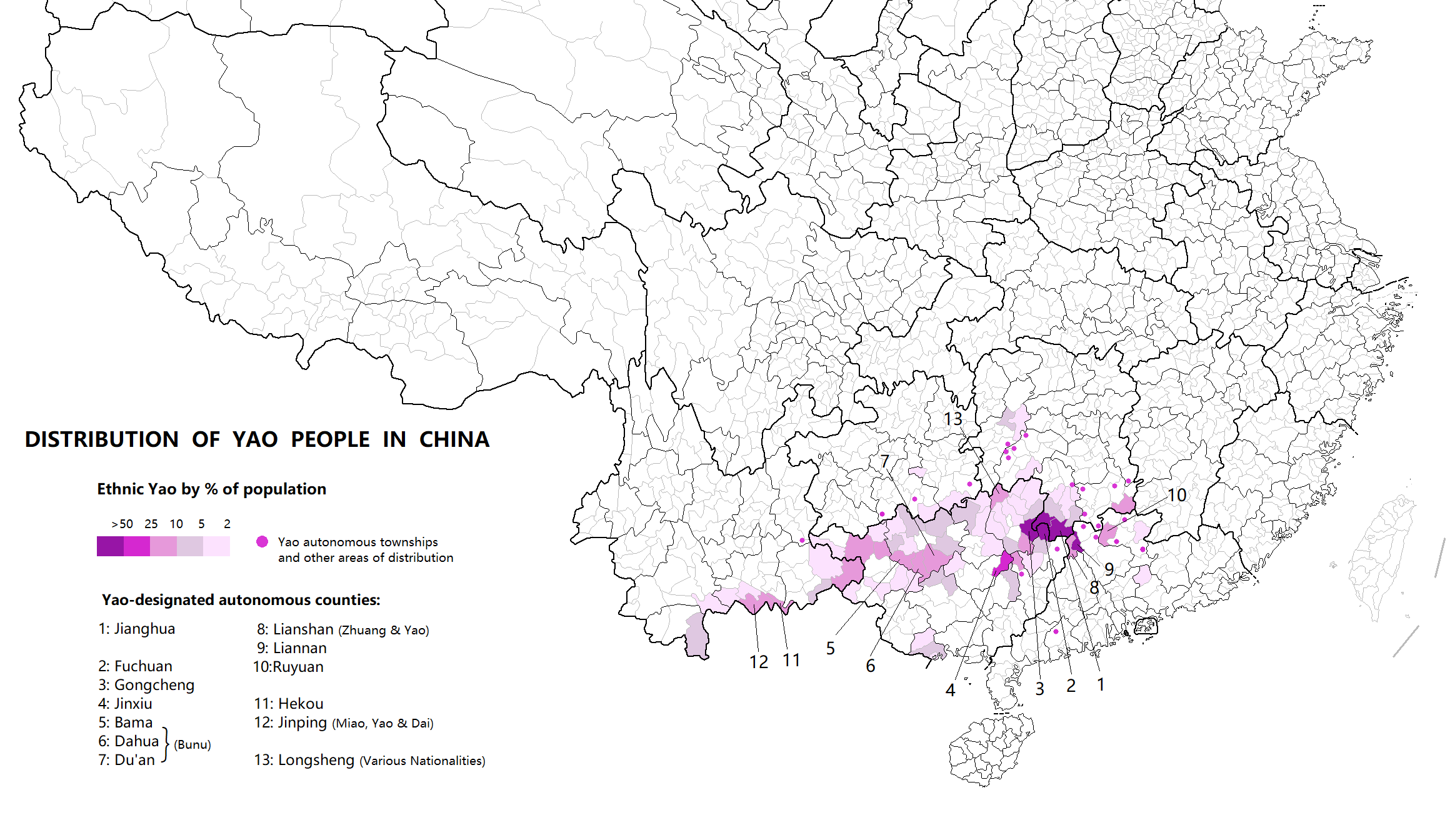
توزیع جمعیت قومی یائو در چین، بر اساس سرشماری سال ۲۰۰۰ چین.

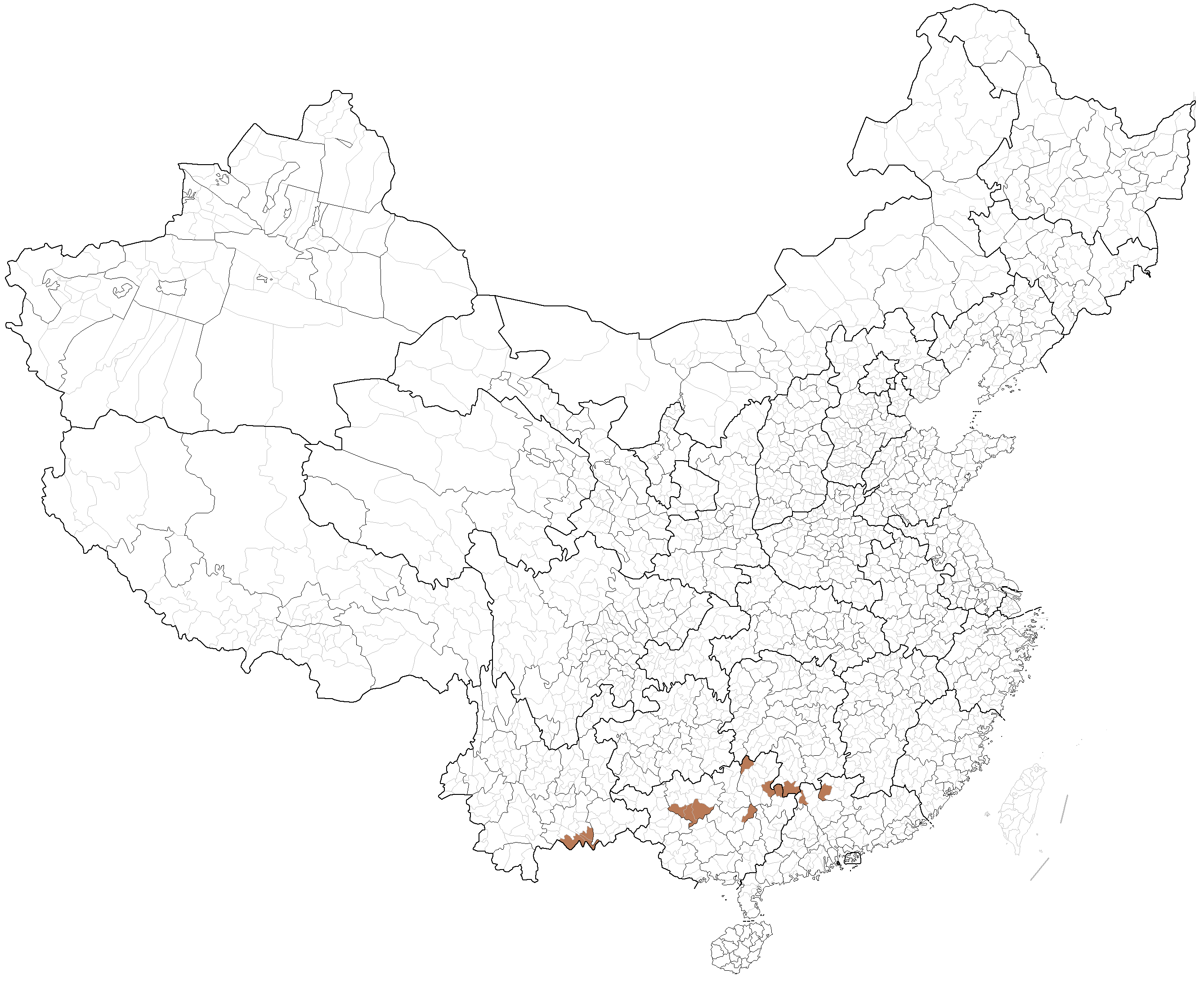
استان‌ها و شهرستان‌های خودمختار یائو در چین.